# Danses péruviennes

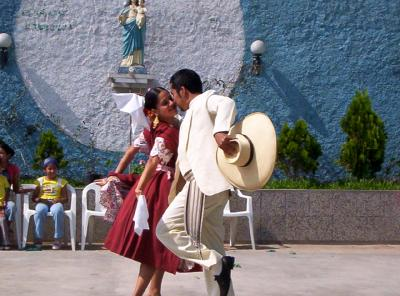
Marinera Norteña, une des danses les plus représentatives au Pérou.

De par la grande variété de musiques coexistant au Pérou, on y trouve aussi une grande variété de danses. Le pays offre près de trois mille fêtes populaires qui se déroulent chaque année. Parmi les nombreuses traditions péruviennes, la danse est sans doute la plus prépondérante et la plus expressive et jouent un rôle très important dans la société péruvienne. Grâce à la promotion de la culture du Pérou, les danses, se sont encore plus répandues, y compris la fusion entre de nombreux genres musicaux pratiqués par des artistes actuels.  
Elles sont majoritairement d'origine indigène. Elles sont liées au travail agricole, à la chasse et à la guerre. Les danses agricoles  expriment la relation homme-terre et homme-production. Cela donne lieu à la célébration d'une bonne récolte donnant un caractère maternel à la nature vivante: la Pachamama. 
Dans les Andes, une multitude de danses issues d’un mélange d’influences pourraient être mentionnées : danses préhispaniques, moquerie des colonisateurs, à caractère religieux et catholique, de séduction. 
Les danses pratiquées actuellement sont les résultats du métissage culturel, tels que la culture Inca, Ibérique et africaine, le tout ayant mûri durant des siècles. Ces rencontres culturelles transmettent aux danseurs la force millénaire et mystique de la culture Inca, la grâce et la posture Ibérique et le rythme entraînant de la culture du continent africain. Initié par des esclaves, les chorégraphies du Festejo représentent un exemple de métissage entre éléments africains, européens et créoles. Les mouvements chorégraphiques de cette danse sont caractérisés par des mouvements libres, sensuels, qui expriment la joie que procure la danse.
De nombreuses festivités et danses ont lieu dans toutes les régions du pays durant l'année. Les principales fêtes suivent le calendrier liturgique catholique romain, d'autres par contre s’imprègnent des pratiques de rites païens.

## Types de danses
Les danses péruviennes se distinguent en deux grandes catégories:
- Les danses de la terre : ce sont celles qui représentent la vie agricole, religieuse ainsi que l’histoire et le quotidien du peuple péruvien.
- Les danses de lumières : ce sont celles qui  illustrent l’amour, la séduction et la joie de vivre.

### Marinera
La danse la plus internationalement connue est la marinera. Elle symbolise la cour qu'un homme fait à sa jeune compagne. Des variétés locales existent entre autres dans le département de Lima. La fiesta de la Marinera est une fête nationale de danse de Trujillo qui se déroule la dernière semaine de janvier.

### Áncash
Áncash sont des danses traditionnelles pratiquée à Piscobamba (département d'Áncash), lors de la fête de Notre-Dame de la Mercedes de Carhuaz, les célébrations commencent le 24 septembre et se terminent le 3 octobre. Les danses, en groupe, représentent des combats. elles sont un mélange d'éléments religieux et de traditions préhispaniques. L'une de ces danses typiques les plus répandues est les wankillas. Dans l'ancien Pérou, la danse des wankas (une pierre sacrée) était présentée dans certains centres cérémoniels.  Les vêtements sont colorés, se distinguant par le port de cloches métalliques accrochées aux pantalons.

### Danse des ciseaux
Supaypa wasin tusuq (quechua: « danseur de la maison du diable »). La danse des ciseaux est une danse rituelle indigène de la région d'Ayacucho, non apparentée à celles des hautes terres, dont la trame musicale provient d'un violon et d'une harpe et fut subséquemment diffusée dans Huancavelica et dans le département d'Apurímac. La danse prend la forme d’une compétition et est exécutée pendant la saison sèche et coïncide avec les principales phases du calendrier agraire.

### Danse Huaylas
La danse Huaylas est une danse traditionnelle du Pérou d'origine précolombienne, joyeuse et animée originaire des Andes centrales de la vallée du Mantaro, province de Junín.  Sa plus grande diffusion se trouve dans les villes de la zone sud de Huancayo telles que: Pucará, Sapallanga, Huancán, Huayucachi, Viques, Chongos Bajo, etc. La danse de couple,est exécutée par les Huaylarsh et les wamblas (jeunes) en l'honneur de la nature, la fertilité des sols, ainsi que l'arrivée des pluies pendant le mois du carnaval. Habituellement interprété par des groupes et des orchestres de cuivres. La chorégraphie représente la chute amoureuse des oiseaux. 

### Pukllay
Le pukllay est une danse de carnaval plus répandue en milieu quechua. avec plusieurs variétés selon les régions. Elle est aussi pratiquée par certains Quechuas en Argentine, Bolivie et Équateur.

### Tarkada
Tarkada est une danse de carnaval du département de Tacna.

### Huaconada
Huaconada (Wanka) est une danse rituelle  de Mito, province de Concepción, département de Junín, des Andes centrales.  Au cours des deux premiers jours du mois de janvier, des hommes masqués appelés huacones occupent le devant de la scène sur la place principale, exécutant des chorégraphies d'un spectacle vivant. Les masques représentant les ancêtres inspirent le respect et la peur.

### Tondero

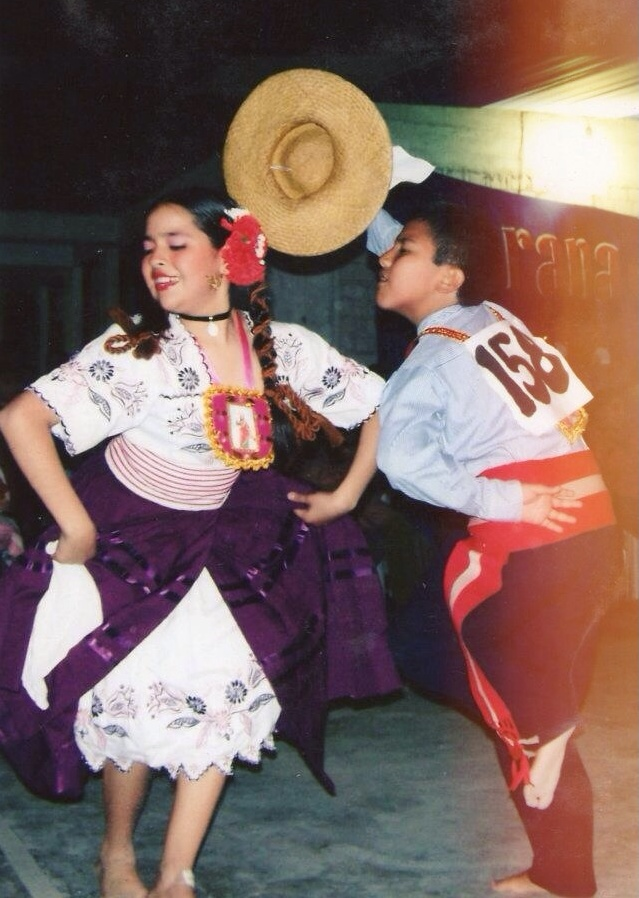
Danseurs de tondero.

Le tondero, tantôt d'influence gitane dans son chant et rythme, avec des chants tragiques et répétés de tundete qu'afro-américaine dans sa chorale. C'est une danse avec accompagnement de guitare - qui a commencé sur la côte nord du Pérou, en particulier dans la ville de Piura. Il est très similaire à La Marinera avec des danseurs qui flirtent et se font la cour. La danse utilise aussi le mouchoir comme accessoire.

### Valse péruvienne
La valse péruvienne (Vals peruano) est un sous-genre de musiques africaines et européennes. La valse viennoise vint des salles de bal européennes et fut adoptée par l’aristocratie de la capitale, où elle fut bien accueillie. Elle fut ensuite adaptée par le peuple, qui la modifia. Les chanteurs afro-péruviens dominent actuellement cette valse, dont les plus célèbres compositions ont été celles de Lucha Reyes.

### Wititi

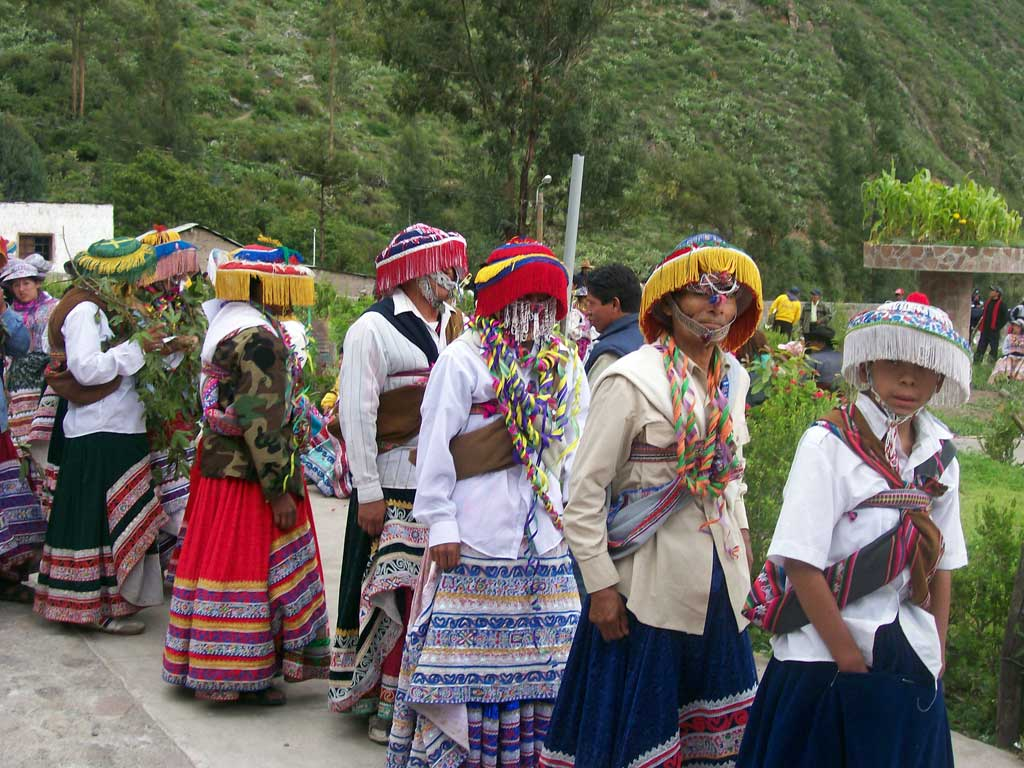
Danseurs de Wititi au canyon de Colca.

Le Wititi est une danse traditionnelle indigène emblématique du district de Tapay, province de Caylloma, département d'Arequipa au sud du Pérou. Cette danse est répandue et pratiquée lors des festivités de nombreux villages du Colca Canyon. Witi Witi en quechua méridional signifie « faire l'amour ». La chorographie représente une procession amoureuse et se déroule en décembre à la fête de l'Immaculée Conception. Les femmes conservent la tradition andine de porter des vêtements brillants et des chapeaux andins pendant que les hommes s'habillent en vêtements féminins. En effet, d’après la légende, Witite, un noble de Cuzco se travesti car il voulait épouser la fille d'un chef de clan local. Pour pouvoir approcher les nobles dames, lui et ses suivants durent ses déguiser en femmes et par ses moyen essayer de les conquérir. Cette danse figure sur la Liste représentative de l'Unesco du patrimoine culturel immatériel de l'humanité.

### Zamacueca
La Zamacueca, autrefois connue également comme « mozamala », est une ancienne danse et musique coloniale de la côte du Pérou qui naquît des rythmes espagnols, africains et andins. Cette danse donnera naissance à la  cueca du Chili, de la samba d’Argentine et influencera aussi la marinera du Pérou. Des théories établissent que la zamacueca avec une ancienne danse rituelle de fécondité africaine, le lundu d'Angola, qui arriva sur le continent américain avec l'esclavage.

## Région Amazonas

### Chumaichada
La Chumaichada est « la danse de Chachapoyas ». La musique est probablement d'origine indigène, mais la chorégraphie est d'origine française.

### Huanca
Près de Chachapoyas se trouve la petite ville de Huanca, dont la danse folklorique tire son nom. La danza de la Huanca est une danse d'origine coloniale, qui représente probablement les hidalgos espagnols ou créoles qui les dansaient pour célébrer les victoires obtenues dans des batailles, ou encore à d'autres occasions. Elles sont exécutées dans plusieurs régions de l'Amazonie lors d'activités agricoles, etc. C'est une sorte de rite païen d'action de gratitude envers les forces de la nature et de l'univers,.
Les costumes sont des uniformes qui se composent d'un pantalon en velours côtelé rouge, d'une veste bleue, d'une chemise  blanche ou bleu clair, d'une cravate et d'une ceinture de laine, la troupe est accompagnée d'un violoniste et d'un harpiste au son des chimaychis.

### Los Danzantes de Levanto
Levanto (es) est une localité située à environ 10 km de Chachapoyas, dont les danseurs forment un groupe très bien formé de cholos, guidés par un pifador (un siffleur) qui joue de l'antara et un petit tambour tinya (es) simultanément.
Ils sont vêtus d'une chemise blanche aux manches longues et larges, une veste noire ornée de rubans rouges et d'un pantalon noir. Ils portent aussi une couronne de plumes de paon. Leur présence est capitale dans toutes les célébrations du pays.
D'autres danses pratiquées dans diverses localités sont:
- La conchiperla, dont le compagnon donne un mouchoir à sa fiancée en gardant un genou au sol. S'il oublie, il doit boire un verre de liqueur comme gage.
- Le trapichillo, pratiqué par quatre couples se tenant par la main droite et tournant de droite à gauche.
- Le quinsamana, dans laquelle se mêlent des compliments et des insultes[17].

### Carnaval dans l'Amazonas
La musique de carnaval jouée dans l'Amazonas présente des notes musicales d'une réelle euphorie. Elle est similaire au huayno. Parfois, des couples dansent en formant la pandilla (un genre de danse) autour des humishas - arbres ornés de quitasueños, de petits miroirs, de mailles et de fanions ornementaux. Ces arbres sont remplis de cadeaux, dont des animaux vivants, que les invités prennent quand les arbres sont renversés à la fin de la festivité.
Le couple faisant le humisha dans une célébration de Mardi gras prend l'engagement d'en créer un nouveau à partir de l'année suivante. 
Le carnaval de Rioja est l'une des festivités les plus représentatives de l'Amazonie péruvienne, à laquelle toute la population participe activement.